# تره‌پیاز
تره‌پیاز یا ترپیاز (نام علمی: Allium fistulosum) گیاهی از نوع پیازهای پایا است که منشأ آن غرب چین و آسیای مرکزی است.

## مصرف خوراکی
در آشپزی ژاپنی تره‌پیاز (نِگی) از زمان‌های کهن در غذاهای میسوسوپ، هیایاکّو (نوعی غذا با توفوی سرد و انواع سبزیجات یا چاشنی بر روی آن)، اودون و سوبا به عنوان چاشنی (به ژاپنی یاکومی) مصرف می‌شود. تره‌فرنگی (نِگی) همچنین در نابه‌ریوری‌ها (غذاهای آبگوشت مانند) یک مادهٔ غذایی لازم است. در ژاپن این گیاه به عنوان یک عنصر غذایی در آشپزی ژاپنی مصرف دارد و نِگی (به ژاپنی: ネギ Negi) نامیده می‌شود.

## در ایران
این گیاه در ایران از دیرباز به‌صورت خودرو و وحشی در مناطق جلگه نیشابور و دامنه‌های زاگرس رشد می‌کرده است و امروز به دو صورت گلخانه‌ای و سنتی در اکثر نقاط ایران کشت می‌شود. این گیاه در ایران بیشتر به صورت خام و در کنار غذاهای گرم مصرف می‌شود.

## نگارخانه

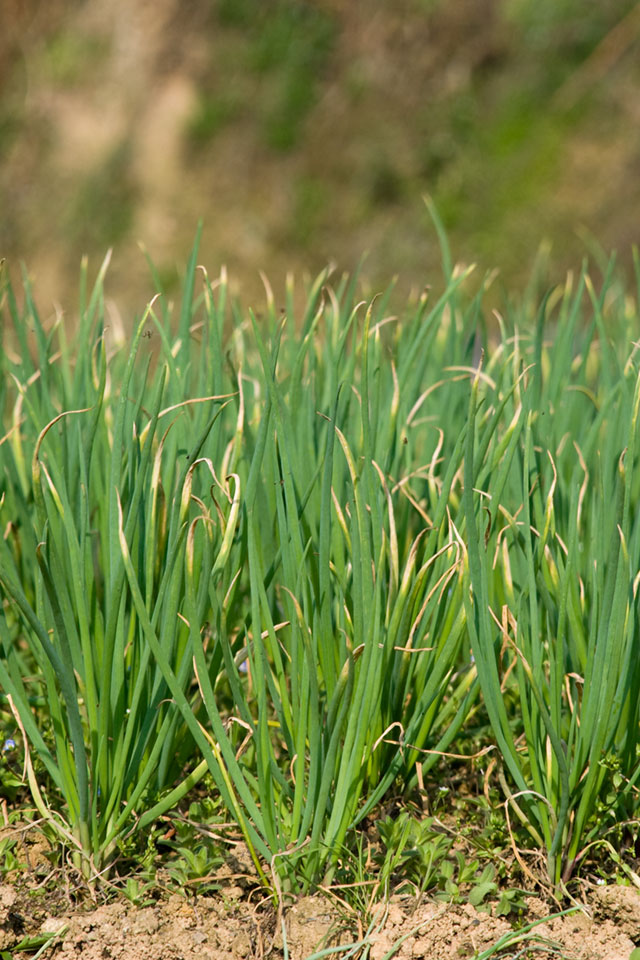
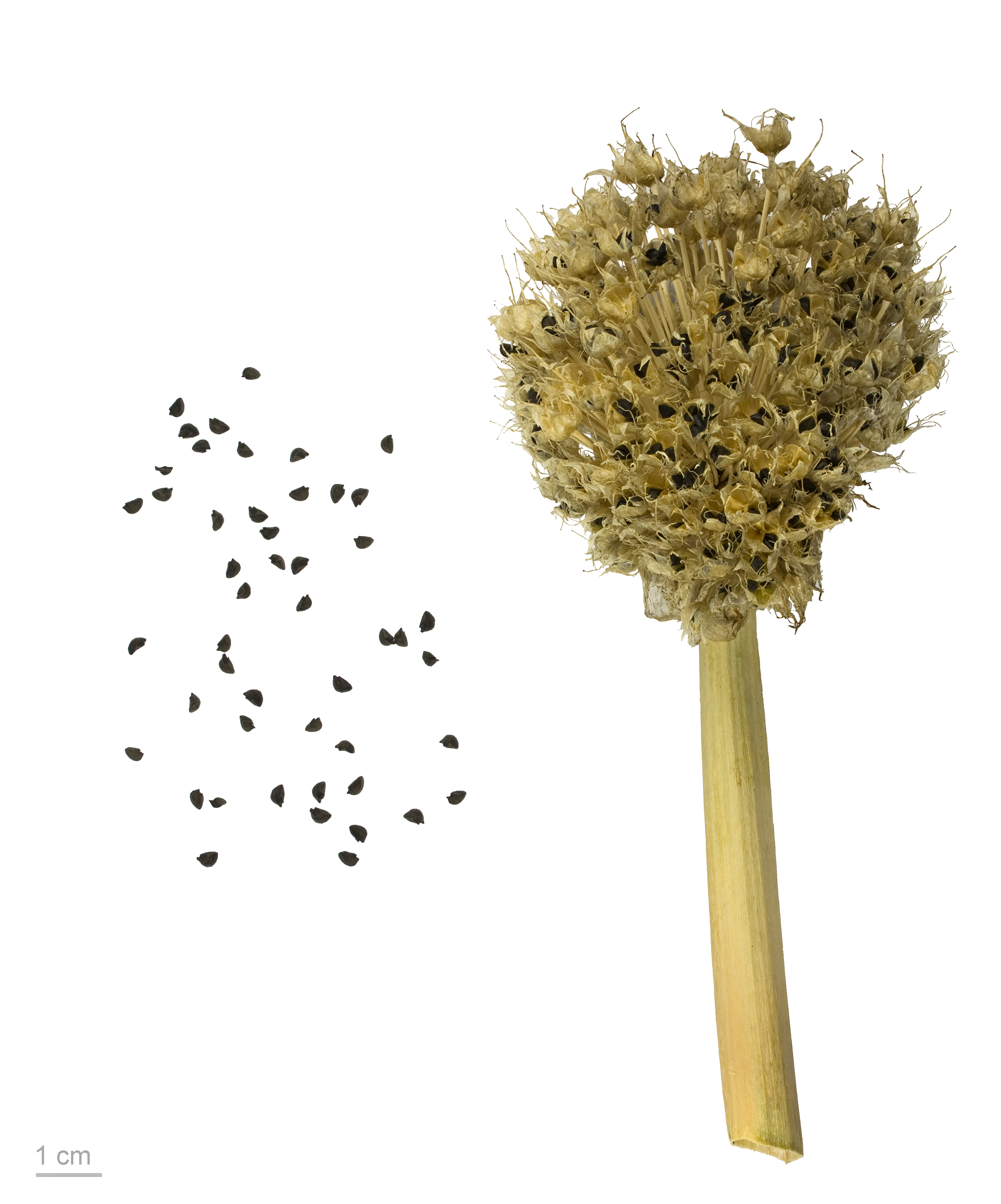